# Senegalesische Fußballnationalmannschaft/Weltmeisterschaften
Der Artikel beinhaltet eine ausführliche Darstellung der senegalesischen Fußballnationalmannschaft bei Fußball-Weltmeisterschaften. Die senegalesische Mannschaft nahm erstmals an der Qualifikation für die WM 1970 teil und konnte sich bisher erst dreimal für die WM qualifizieren. In der ewigen Rangliste belegte der Senegal vor der WM 2018 den 47. Platz und war damit die beste Mannschaft, die nur einmal die Endrunde erreichte. 2018 nahm die Mannschaft zum zweiten Mal teil und ist die erste Mannschaft in der WM-Geschichte, die aufgrund der Fair-Play-Wertung ausschied. Sie verbesserte sich in der ewigen Rangliste auf Platz 41 und war die zweitbeste Mannschaft, die nur zweimal teilnahm. 2022 scheiterte die Mannschaft im Achtelfinale an England, verbesserte sich aber auf den 35. Platz und ist nun die beste Mannschaft, die nur dreimal teilnahm.

## Übersicht
| Jahr | Gastgeberland  | Teilnahme bis …    | Letzte(r) Gegner        | Ergebnis | Trainer     | Bemerkungen und Besonderheiten |
| ---- | -------------- | ------------------ | ----------------------- | -------- | ----------- | --- |
| 1930 | Uruguay        | nicht teilgenommen |                         |          |             | Kein selbständiger Staat |
| 1934 | Italien        | nicht teilgenommen |                         |          |             | Kein selbständiger Staat |
| 1938 | Frankreich     | nicht teilgenommen |                         |          |             | Kein selbständiger Staat |
| 1950 | Brasilien      | nicht teilgenommen |                         |          |             | Kein selbständiger Staat |
| 1954 | Schweiz        | nicht teilgenommen |                         |          |             | Kein selbständiger Staat |
| 1958 | Schweden       | nicht teilgenommen |                         |          |             | Kein selbständiger Staat |
| 1962 | Chile          | nicht teilgenommen |                         |          |             | Kein FIFA-Mitglied |
| 1966 | England        | zurückgezogen      |                         |          |             | Alle 15 afrikanischen Mannschaften zogen sich aus der Qualifikation zurück, da die FIFA den Mannschaften aus Afrika, Asien und Ozeanien nur einen Endrundenplatz zugestand.                                                                                       |
| 1970 | Mexiko         | nicht qualifiziert |                         |          |             | In der Qualifikation in der 1. Runde nach Entscheidungsspiel an Marokko gescheitert. |
| 1974 | Deutschland    | nicht qualifiziert |                         |          |             | In der Qualifikation in der 1. Runde erneut an Marokko gescheitert, das sich ebenfalls nicht qualifizieren konnte. |
| 1978 | Argentinien    | nicht qualifiziert |                         |          |             | In der Qualifikation in der 1. Runde an Togo gescheitert, das sich ebenfalls nicht qualifizieren konnte. |
| 1982 | Spanien        | nicht qualifiziert |                         |          |             | In der Qualifikation wieder in der 1. Runde an Marokko gescheitert, das sich ebenfalls nicht qualifizieren konnte. |
| 1986 | Mexiko         | nicht qualifiziert |                         |          |             | In der Qualifikation in der 1. Runde an Angola im Elfmeterschießen gescheitert, das sich ebenfalls nicht qualifizieren konnte. |
| 1990 | Italien        | nicht teilgenommen |                         |          |             | |
| 1994 | USA            | nicht qualifiziert |                         |          |             | In der Qualifikation in der 2. Runde erneut an Marokko gescheitert. |
| 1998 | Frankreich     | nicht qualifiziert |                         |          |             | In der Qualifikation in der 1. Runde erneut an Togo gescheitert, das sich ebenfalls nicht qualifizieren konnte. |
| 2002 | Südkorea/Japan | Viertelfinale      | Türkei                  | 7.       | Bruno Metsu | Niederlage nach Verlängerung durch Golden Goal. Sieg im Eröffnungsspiel gegen den amtierenden Weltmeister Frankreich. |
| 2006 | Deutschland    | nicht qualifiziert |                         |          |             | In der Qualifikation in der 2. Runde erneut an Togo gescheitert. |
| 2010 | Südafrika      | nicht qualifiziert |                         |          |             | In der Qualifikation in der 2. Runde an Algerien gescheitert. |
| 2014 | Brasilien      | nicht qualifiziert |                         |          |             | In der Qualifikation scheiterte die Mannschaft in die Playoff-Runde an der Elfenbeinküste. |
| 2018 | Russland       | Vorrunde           | Polen, Japan, Kolumbien | 17.      | Aliou Cissé | Nach je einem Sieg, einem Remis und einer Niederlage aufgrund der Fair-Play-Wertung ausgeschieden. |
| 2022 | Katar          | Achtelfinale       | England                 | 10.      | Aliou Cissé | In der 2. Qualifikationsrunde setzte sich die Mannschaft gegen die Republik Kongo, Namibia und Togo durch und in der dritten Runde gegen Ägypten. Gegner bei der Endrunde waren die Niederlande, Katar und Ecuador in der Vorrunde sowie England im Achtelfinale. |

Statistik (Angaben inkl. 2022: 22 Weltmeisterschaften; Prozentangaben sind gerundet)

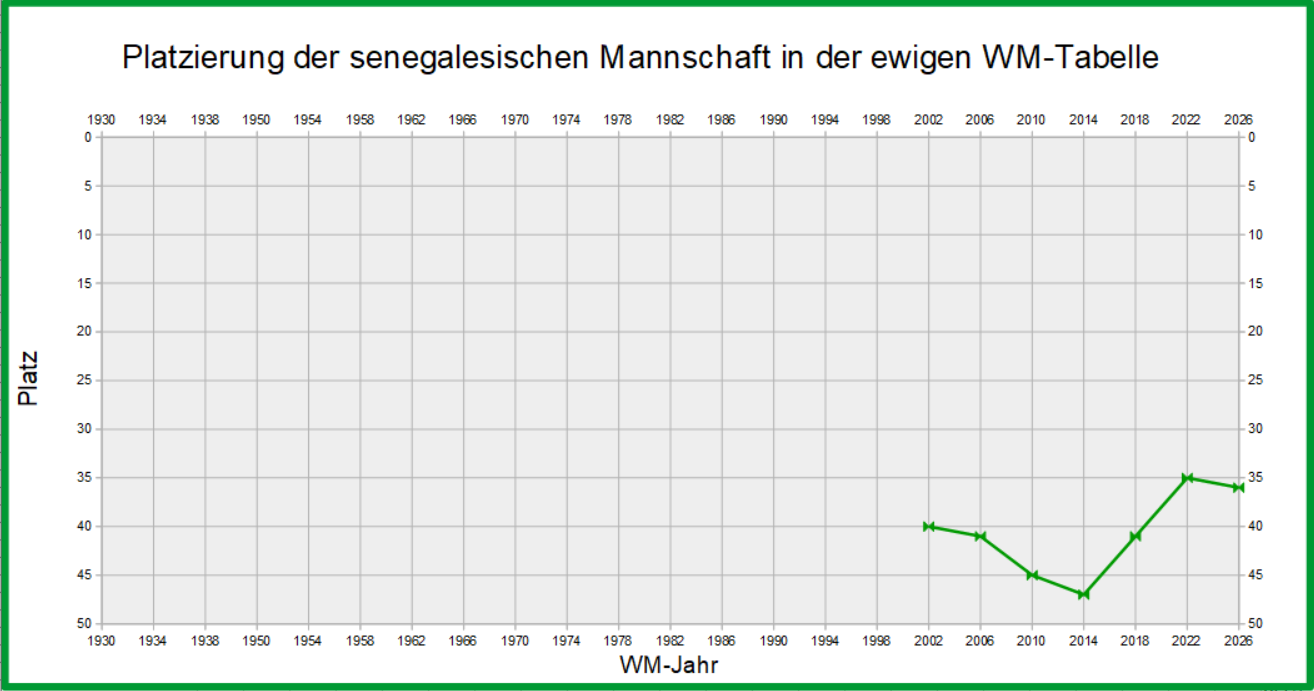
Platzierung der senegalesischen Mannschaft in der ewigen WM-Tabelle

- Nicht teilgenommen (davon 6× kein selbständiger Staat oder nicht anerkannt): 7× (32 %; 1930 bis 1962, 1990)
- Zurückgezogen: 1× (5 %; 1966)
- Nicht qualifiziert: 11× (50 %; 1970, 1974, 1978, 1982, 1986, 1990, 1994, 1998, 2006, 2010 und 2014)
- Sportliche Qualifikation: 3× (14 % bzw. bei 21 % der Versuche)
  - Vorrunde: 1× (5 %; 2018)
  - Achtelfinale: 1× (5 %; 2022)
  - Viertelfinale: 1× (5 %; 2002)

## WM-Turniere

### 1930 bis 1962
Der Senegal war bis 1960 Teil von Französisch-Westafrika. Die Fédération Sénégalaise de Football wurde zwar bereits 1960 im Jahr der Unabhängigkeit gegründet, aber erst 1964 in die FIFA aufgenommen. Daher konnte der Senegal an den ersten WM-Turnieren nicht teilnehmen.

### 1966 in England
Für die WM im „Mutterland des Fußballs“ hatte der Senegal erstmals gemeldet und sollte der in der Qualifikations-Vorrunde gegen Marokko und Mali antreten. Da aber den Mannschaften aus Afrika, Asien und Ozeanien nur ein Platz bei der Endrunde zugestanden wurde, zogen alle 15 afrikanischen Mannschaften zurück.

### 1970 in Mexiko
Für die erste WM in Mexiko wurde den Afrikanern ein direkter Startplatz zuerkannt, um den sich elf Mannschaften beworben. Der Senegal musste in der Qualifikation in der ersten Runde gegen Marokko antreten. Am 3. November 1968 bestritten die Senegalesen in Casablanca ihr erstes WM-Spiel und verloren mit 0:1 Im Heimspiel gelang ein 2:1-Sieg und da die Auswärtstorregel nicht galt, gab es ein Entscheidungsspiel in Las Palmas, das mit 0:2 verloren wurde. Marokko konnte sich in den weiteren Spielen dann erstmals qualifizieren, womit erstmals seit 1934 wieder eine afrikanische Mannschaft bei der WM vertreten war.

### 1974 in Deutschland
Auch in der Qualifikation für die WM in der Bundesrepublik Deutschland traf der Senegal in der ersten Runde auf Marokko. Nach einem 0:0 in Marokko wurde das Heimspiel mit 1:2 verloren. Marokko scheiterte aber ebenfalls in der weiteren Qualifikation.

### 1978 in Argentinien
In der Qualifikation zur WM in Argentinien konnte sich der Senegal in der ersten Runde nicht gegen Togo durchsetzen. Nach einer 0:1-Auswärtsniederlage reichte es im Rückspiel nur zu einem 1:1. Togo scheiterte aber in der zweiten Runde an Guinea.

### 1982 in Spanien
Für die WM in Spanien wurde die Anzahl der Startplätze erhöht und den Afrikanern ein weiterer zugestanden. In der Qualifikation mussten die Senegalesen in der ersten Runde wieder gegen Marokko antreten. Nach einem 0:1 im Heimspiel gelang zwar in Marokko ein 0:0, aber das reichte nicht. Marokko scheiterte dann in der letzten Runde an Kamerun, das sich damit erstmals qualifizierte.

### 1986 in Mexiko
In der Qualifikation zur zweiten WM in Mexiko mussten die Senegalesen in der ersten Runde gegen Angola antreten. Beide gewannen ihre Heimspiele mit 1:0, so dass das Elfmeterschießen entscheiden musste, das der Senegal mit 3:4 verlor. Angola schied dann in der zweiten Runde gegen Algerien aus.

### 1990 in Italien
Für die Qualifikation zur zweiten WM in Italien hatte der Senegal, der sich 1989 im Krieg mit Mauretanien befand, nicht gemeldet.

### 1994 in den Vereinigten Staaten
An der Qualifikation zur WM in den USA, für die die Afrikaner einen weiteren Startplatz erhielten, nahmen die Senegalesen dann wieder teil. Sie sollten in einer Gruppe gegen Gabun, Mosambik und Mauretanien antreten. Mauretanien verzichtete aber und mit drei Siegen sowie einer Niederlage gegen die beiden anderen Mannschaften gewann der Senegal die Gruppe. In der nächsten Runde waren Marokko und Sambia die Gegner. Mit nur einem Punkt belegte der Senegal nur den letzten Platz in der Gruppe. Dieser Punkt fehlte dann Sambia am Ende, so dass sich Marokko für die WM qualifizierte.

### 1998 in Frankreich
Die Qualifikation zur zweiten WM in Frankreich, für die den Afrikanern nun sogar fünf Startplätze zustanden, verlief dann noch schlechter. Bereits in der ersten Runde schied der Senegal gegen Togo aus, da nach einer 1:2-Auswärtsniederlage im Heimspiel nur ein 1:1 gelang. In der zweiten Runde scheiterte dann auch Togo als Gruppenletzter einer Vierergruppe.

### 2002 in Japan und Südkorea
Die Qualifikation für die erste WM in Asien verlief dann endlich erfolgreich für die Senegalesen. In der ersten Runde wurde der Benin mit 1:1 und 1:0 ausgeschaltet. In der zweiten Runde wurden der ewige Kontrahent Marokko sowie Ägypten, Algerien und Namibia ausgeschaltet. Dabei startete der Senegal, der seit Januar 2001 von Bruno Metsu trainiert wurde, zunächst mit drei Remis, ehe der erste Sieg gelang. Nach einem weiteren Sieg wurde dann zwar gegen Ägypten verloren, die letzten beiden Spiele aber gewonnen. Am Ende war Marokko zwar punktgleich, Tordifferenz und direkter Vergleich sprachen aber für die Senegalesen.
Für die Endrunde wurde der Senegal in die Gruppe mit Titelverteidiger Frankreich, Dänemark und Ex-Weltmeister Uruguay gelost. Nach einem 1:0 im Eröffnungsspiel gegen Frankreich, bei dem Papa Bouba Diop das erste WM-Tor für den Neuling erzielte, gelang in Unterzahl – Salif Diao hatte in der 80. Minute die Rote Karte erhalten – ein 1:1 gegen Dänemark. Im letzten Gruppenspiel gegen Uruguay, bei dem insgesamt 12 Spieler die Gelbe Karte erhielten, führten die Afrikaner zur Halbzeit mit 3:0, mussten in der zweiten Halbzeit aber noch drei Gegentore hinnehmen. Dennoch reichte es zum zweiten Platz hinter Dänemark, während die beiden Ex-Weltmeister ausschieden. Im Achtelfinale war Schweden der Gegner und führte bereits nach 11 Minuten. Rekordnationalspieler Henri Camara gelang aber bereits in der 37. Minute der Ausgleich für die Senegalesen. Dabei blieb es bis zur 90. Minute. In der anschließenden Verlängerung gelang Camara in der 104. Minute das Golden Goal. Im Viertelfinale trafen die Afrikaner auf die Türkei, die sich erstmals nach 1954 wieder qualifiziert hatte. Nach 90 torlosen Minuten ging es erneut in die Verlängerung, in der wieder das Golden Goal entschied, diesmal aber zu Ungunsten der Senegalesen. Es ist das bis dato letzte Golden Goal bei einer WM der Männer gewesen. Damit verabschiedete sich die Mannschaft für 16 Jahre von der WM-Bühne. Nach einem Spiel im Dezember endete dann auch das Engagement von Bruno Metsu im Senegal.

### 2006 in Deutschland
Für die zweite Weltmeisterschaft in Deutschland konnte sich der Senegal dann wieder nicht qualifizieren. Nach einem Freilos in der ersten Runde wurde in der zweiten Runde in einer Gruppe hinter Togo, das sich erstmals qualifizierte, und vor Sambia, der Republik Kongo, Mali und Liberia nur der zweite Platz belegt. Zwar hatten die Senegalesen eine bessere Tordifferenz als die Togoer, aber zwei Punkte weniger, die sie beim 2:2 gegen Togo liegengelassen hatten.

### 2010 in Südafrika
Die Qualifikation für die erste WM in Afrika verlief noch schlechter. Es gab zwar wieder ein Freilos für die erste Runde, aber in der zweiten Runde hatte Algerien am Ende einen Punkt mehr, obwohl sie ein Spiel mehr verloren hatten, und auch die punktgleichen Gambier lagen durch die bessere Tordifferenz noch vor dem Senegal. Nur die sieglosen Liberianer lagen noch hinter ihnen.

### 2014 in Brasilien
Auch die Qualifikation für die zweite WM in Brasilien endete erfolglos. In der Gruppenphase wurden zwar Uganda, Angola und Liberia mit drei Siegen und drei Remis ausgeschaltet, in den Entscheidungsspielen der Gruppensieger war aber die Elfenbeinküste stärker. Nach einem 1:3 im Auswärtsspiel reichte das 1:1 im Heimspiel nicht, um zur WM zu fahren.

### 2018 in Russland
Im Januar 2015 hatte Aliou Cissé, Kapitän der 2002er-WM-Mannschaft, von Alain Giresse das Amt des Nationaltrainers übernommen, nachdem der Senegal bei der Fußball-Afrikameisterschaft 2015 bereits in der Vorrunde ausgeschieden war. In der Qualifikation musste die Mannschaft erst in der zweiten Runde eingreifen, die im November 2015 stattfand. Gegner war Madagaskar, das in der ersten Runde die Zentralafrikanische Republik ausgeschaltet hatte. Nachdem es im Auswärtsspiel nur zu einem 2:2 reichte, konnte das Heimspiel mit 3:0 gewonnen werden. Damit stand der Senegal in der dritten Runde, die im Oktober 2015 begann und bis November 2017 dauerte. Gegner waren Burkina Faso, die Kapverden und Südafrika. Am vorletzten Spieltag der dritten Runde musste die Mannschaft auswärts nochmals gegen Südafrika antreten, nachdem die ursprünglich mit 1:2 verlorene Partie wegen Spielmanipulation durch den ghanaischen Schiedsrichter nicht gewertet wurde. Die Partie konnte mit 2:0 gewonnen werden, womit sich das Team zum zweiten Mal für die WM-Endrunde qualifizierte.
In die Endrunde starteten die Senegalesen mit einem 2:1-Sieg gegen Polen, das vor der WM in der FIFA-Weltrangliste 19 Plätze besser platziert war. Im zweiten Spiel gegen Japan gingen sie zweimal in Führung, mussten sich am Ende aber mit einem 2:2 begnügen. Damit lagen sie punkt- und tordifferenzgleich mit den Japanern vor dem letzten Spiel gegen Kolumbien auf dem zweiten Platz, da sie mehr gelbe Karten als die Japaner kassiert hatten. Um in die K.-o.-Runde einzuziehen benötigten sie ein Remis gegen Kolumbien oder mussten bei einer Niederlage auf eine höhere Niederlage der Japaner gegen die bereits chancenlosen Polen hoffen. Beide verloren dann mit 0:1, so dass Kolumbien noch an beiden vorbeizog und Gruppensieger wurde. Da Japan und der Senegal in ihrem letzten Spiel beide nur noch eine gelbe Karte erhielten, hatten die Japaner weiterhin weniger gelbe Karte aufzuweisen und zogen damit als Gruppenzweiter ins Achtelfinale, wogegen der Senegal die erste Mannschaft in der WM-Geschichte wurde, die aufgrund der Fair-Play-Wertung die K.-o.-Runde verpasste.

### 2022 in Katar
In der Qualifikation musste die Mannschaft erst in der zweiten Runde gegen die Republik Kongo, Namibia, das sich in der ersten Runde gegen Eritrea durchsetzte, und Togo antreten, das sich in der ersten Runde gegen die Komoren durchsetzte. Die zweite Runde sollte eigentlich im März 2020 beginnen, wurde dann wegen der COVID-19-Pandemie mehrfach verschoben und begann dann erst im September 2021. Die senegalesische Mannschaft begann mit vier Siegen und da sich die anderen Mannschaften gegenseitig Punkte nahmen, war die Mannschaft schon vor den beiden letzten Spielen für die dritte Runde qualifiziert. Die dritte Runde fand im März 2022 statt mit dem Ägypten als Gegner. Dabei stand das Aufeinandertreffen der beiden Liverpool-Stürmer Mohamed Salah und Sadio Mané im Blickpunkt. Beide Mannschaften standen sich bereits im Februar im Finale des Afrika-Cup 2022 gegenüber, bei dem beide Stürmer wie auch ihre Mitspieler ohne Torerfolg blieben, so dass es nach 120 torlosen Minuten zum Elfmeterschießen kam, in dem Mané den entscheidenden Elfmeter zum 4:2-Erfolg der Westafrikaner verwandelte. In den WM-Qualifikationsspielen blieben auch beide torlos, die beiden Partien endeten jeweils 1:0 durch Eigentore, so dass wieder das Elfmeterschießen entscheiden musste. Hier verschoss Salah als erster Spieler und Mané war als letzter erfolgreich, so dass die Senegalesen die WM-Endrunde erreichten.
Kurz vor dem Beginn der WM verletze sich Rekordtorschütze Sadio Mané.
Bei der Endrunde trafen die Westafrikaner zunächst auf die Niederlande und verloren mit 0:2. Durch Siege gegen Gastgeber Katar (3:1) und Ecuador (2:1, bei dem Idrissa Gueye mit seinem 99. Länderspiel den Landesrekord von Henri Camara einstellte) wurde das Achtelfinale erreicht, wo die Mannschaft erstmals auf England traf. Die Partie endete mit einer 0:3-Niederlage der Senegalesen, die damit nach vier Spielen aus dem Turnier ausschieden.

### 2026 in Kanada, Mexiko und den USA
Für die erste WM in drei Ländern wurde die Zahl der Teilnehmer auf 48 erhöht und den afrdie Zentralafrikanische Republikikanischen Mannschaften vier feste Plätze mehr zugestanden, so dass sich nun neun CAF-Mitglieder direkt qualifizieren können. Eine weitere afrikanische Mannschaft, die unter den Gruppenzweiten der ersten Runde ermittelt wird, nimmt am WM-Play-off-Turnier im März 2026 teil. Die Senegalesen treffen in der ersten Runde zwischen November 2023 und Oktober 2025 in Hin- und Rückspielen auf die Demokratische Republik Kongo, Mauretanien, den Sudan, den Südsudan und Togo. Gegen Togo ist die Bilanz ausgeglichen, gegen die Demokratische Republik Kongo, Mauretanien und den Sudan positiv, gegen den Südsudan wurde noch nicht gespielt.

## Spieler

### Rangliste der senegalesischen WM-Spieler mit den meisten Einsätzen
01. Kalidou Koulibaly, Youssouf Sabaly und Ismaïla Sarr – 7 Spiele bei zwei Turnieren
04. Idrissa Gueye – 6 Spiele bei zwei Turnieren
05. Ferdinand Coly, Omar Daf, Lamine Diatta, Papa Bouba Diop, Pape Malick Diop, El Hadji Diouf und Tony Sylva – je 5 Spiele bei einem Turnier

### Rangliste der senegalesischen WM-Spieler mit den meisten Toren
01. Papa Bouba Diop 3 Tore
02. Henri Camara 2 Tore

### WM-Kapitäne
- 2002: Aliou Cissé (1. und 3. Spiel, Achtel- und Viertelfinale), Pape Malick Diop (2. Spiel)
- 2018: Sadio Mané (1. und 2. Spiel), Cheikhou Kouyaté (3. Spiel)
- 2022: Kalidou Koulibaly

### Bei Weltmeisterschaften gesperrte Spieler
- 2002: Salif Diao erhielt im zweiten Gruppenspiel die Rote Karte und war für das letzte Gruppenspiel gesperrt. Khalilou Fadiga erhielt im letzten Gruppenspiel die zweite Gelbe Karte und war für das Achtelfinale gesperrt.
- 2022: Idrissa Gueye erhielt im letzten Gruppenspiel die zweite Gelbe Karte und war für das Achtelfinale gesperrt.

### Anteil der im Ausland spielenden Spieler im WM-Kader
Im Kader für die WM 2002 stand mit Ersatztorhüter Kalidou Cissokho, der nicht zum Einsatz kam, nur ein Spieler, der im Senegal spielte. Der zweite, ebenfalls nicht eingesetzte Ersatztorhüter Omar Diallo spielte in Marokko, alle anderen Spieler in Frankreich, die meisten in der ersten Liga. Von diesen wurden Habib Beye und Sylvain N’Diaye in Frankreich geboren. 2018 standen keine Spieler mehr im Kader, die im Senegal spielten. Die Mehrzahl spielte in England (7, davon zwei in der 2. Liga) und Frankreich (7, davon einer beim AS Monaco). Auch 2022 wurden nur im Ausland spielende Akteure nominiert, davon zehn in England spielende Spieler.

## Spiele
Die Senegalesen bestritten bisher zwölf WM-Spiele, davon wurden fünf gewonnen, vier verloren und drei endeten remis. Zwei Spiele mussten verlängert werden und je eins wurde in der Verlängerung durch Golden Goal gewonnen und verloren. Die Senegalesen trafen 2022 erstmals auf einen Gastgeber (Katar) und damit erstmals auf einen Neuling, aber noch nie auf den späteren Weltmeister. 2002 traf die Mannschaft auf den Titelverteidiger (Frankreich) und bestritt gegen ihn das Eröffnungsspiel.
| Alle WM-Spiele |                   |                |             |                     |   |                 |                                                                  |
| Nr.            | Datum             | Ergebnis       | Gegner      | Austragungsort      |   | Anlass          | Bemerkung                                                        |
| 1              | 31. Mai 2002      | 1:0            | Frankreich  | Seoul (KOR)         | * | Eröffnungsspiel | Erstes Spiel gegen Frankreich                                    |
| 2              | 6. Juni 2002      | 1:1            | Dänemark    | Daegu (KOR)         | * | Gruppenspiel    |                                                                  |
| 3              | 11. Juni 2002     | 3:3            | Uruguay     | Suwon (KOR)         | * | Gruppenspiel    | Erstes Spiel gegen Uruguay                                       |
| 4              | 16. Juni 2002     | 2:1 n. V. (GG) | Schweden    | Ōita (JPN)          | * | Achtelfinale    | Erstes Spiel gegen Schweden                                      |
| 5              | 22. Juni 2002     | 0:1 n. V. (GG) | Türkei      | Osaka (JPN)         | * | Viertelfinale   |                                                                  |
| 6              | 19. Juni 2018     | 2:1            | Polen       | Moskau (RUS)        | * | Gruppenspiel    | Erstes Länderspiel gegen Polen                                   |
| 7              | 24. Juni 2018     | 2:2            | Japan       | Jekaterinburg (RUS) | * | Gruppenspiel    |                                                                  |
| 8              | 28. Juni 2018     | 0:1            | Kolumbien   | Samara (RUS)        | * | Gruppenspiel    |                                                                  |
| 9              | 21. November 2022 | 0:2            | Niederlande | Doha (QAT)          | * | Gruppenspiel    | Erstes Spiel gegen die Niederlande                               |
| 10             | 25. November 2022 | 3:1            | Katar       | Doha (QAT)          | A | Gruppenspiel    | Erstes Spiel gegen Katar                                         |
| 11             | 29. November 2022 | 2:1            | Ecuador     | ar-Rayyan (QAT)     | * | Gruppenspiel    |                                                                  |
| 12             | 4. Dezember 2022  | 0:3            | England     | al-Chaur (QAT)      | * | Achtelfinale    | Erstes Spiel gegen England, höchste Niederlage in einem WM-Spiel |

### Höchste Siege und Niederlagen
Die fünf WM-Siege des Senegals waren gleichzeitig die höchsten Siege gegen diese Mannschaften:
- Ecuador: Vorrunde 2022 - 2:1 (zudem ein 1:0 in einem Freundschaftsspiel und ein 2:1 beim Cairo LG Cup 2005)
- Frankreich: Vorrunde 2002 – 1:0 (einziges Spiel gegen Frankreich)
- Katar: Vorrunde 2022 – 3:1 (einziges Spiel gegen Katar)
- Polen: Vorrunde 2018 – 2:1 (einziges Spiel gegen Polen)
- Schweden: Achtelfinale 2002 – 2:1 n. V. (einziges Spiel gegen Schweden)

Die vier WM-Niederlagen des Senegal sind auch die höchsten Niederlagen gegen diese Mannschaften:
- England: Achtelfinale 2022 – 0:3 (einziges Spiel gegen England)
- Kolumbien: Vorrunde 2018 – 0:1 (erste Niederlage gegen Kolumbien)
- Niederlande: Vorrunde 2022 – 0:2 (erstes Spiel gegen die Niederlande)
- Türkei: Viertelfinale 2002 – 0:1 n. V. (einziges Spiel gegen die Türkei)

## Besonderheiten
- Der Senegal war 2002 erst die zweite Mannschaft, die ihr erstes Spiel gegen den Titelverteidiger bestritt, und ist die einzige Mannschaft, die ihr erstes Spiel gegen den Titelverteidiger gewann. Zuvor hatte 1938 Norwegen gegen Titelverteidiger Italien mit 1:2 n. V. das erste WM-Spiel verloren.
- Einzige Mannschaft, die zweimal nacheinander die Entscheidung durch Golden Goal erlebte.
- Der Senegal hatte von allen Mannschaften, die vor 2018 nur einmal teilnahmen, die meisten Tore erzielt (7) und als einzige dieser Mannschaften eine positive Tordifferenz (+1).
- Der Senegal ist die erste Mannschaft, die aufgrund der Fair-Play-Wertung ausschied, da die Senegalesen 2018 sechs gelbe Karten erhielten, wohingegen die punkt- und torgleichen Japaner nur vier erhalten hatten.